# James Van Allen
James Alfred Van Allen (Mount Pleasant, 7 de setembro de 1914 — Iowa City, 9 de agosto de 2006) foi um físico estadunidense.

## Carreira
Professor e diretor do Instituto de Física da Universidade de Iowa desde 1951, conduziu investigações sobre física nuclear, sobre a radiação cósmica e sobre a física atmosférica.
Descobriu a existência de duas zonas de radiação de alta energia que envolvem a Terra, chamadas em sua homenagem cinturões de Van Allen, cuja origem está provavelmente nas interações do vento solar e dos raios cósmicos com os átomos constituintes da atmosfera.
Atuou também nos projetos dos primeiros satélites artificiais dos Estados Unidos e participou nos programas de investigação planetária vinculados às missões da NASA "Apollo", "Mariner" e "Pioneer".
James Van Allen morreu no dia 9 de agosto de 2006, aos 91 anos vítima de insuficiência cardíaca.